# Asaccus elisae
Espèce
Synonymes
- Phyllodactylus elisae Werner, 1895
- Phyllodactylus eugeniae Nikolsky, 1907

Statut de conservation UICN

 LC  : Préoccupation mineure
Asaccus kurdistanensis est une espèce de geckos de la famille des Phyllodactylidae.

## Répartition
Cette espèce se rencontre dans le sud de la Turquie, dans le nord-est de la Syrie, dans l'est de l'Irak et dans le sud-ouest de l'Iran.

## Publication originale
- Werner, 1895 : Über eine Sammlung von Reptilien aus Persien, Mesopotamien und Arabien. Verhandlungen der kaiserlich-königlichen zoologisch-botanischen Gesellschaft in Wien, vol. 45, p. 13-22 (texte intégral).